# Niels Hintermann
Niels Hintermann (ur. 5 maja 1995 w Bülach) – szwajcarski narciarz alpejski, brązowy medalista mistrzostw świata juniorów.

## Kariera
Po raz pierwszy w zawodach pod egidą FISu Niels Hintermann pojawił się 27 listopada 2010 roku w Val Thorens, gdzie w zawodach Citizen w slalomie zajął 22. miejsce. W 2015 roku wystartował na mistrzostwach świata juniorów w Hafjell, zdobywając brązowy medal w zjeździe. Wyprzedzili go jedynie Włoch Henri Battilani i Marcus Monsen z Norwegii. Na rozgrywanych rok później mistrzostwach świata juniorów w Soczi jego najlepszym wynikiem było siódme miejsce w supergigancie.
W zawodach Pucharu Świata zadebiutował 28 listopada 2015 roku w Lake Louise, gdzie zajął 40. miejsce w zjeździe. Pierwsze pucharowe punkty wywalczył niecały miesiąc później, 19 grudnia 2015 roku w Val Gardena, gdzie w tej samej konkurencji uplasował się na 29. pozycji. Pierwszy raz na podium zawodów tego cyklu stanął 13 stycznia 2017 roku w Wengen, zwyciężając w superkombinacji. W zawodach tych wyprzedził Francuza Maxence'a Muzatona i Austriaka Frederika Bertholda. W sezonie 2021/2022 zajął 13. miejsce w klasyfikacji generalnej, a w klasyfikacji zjazdu był siódmy. Ponadto w sezonie 2016/2017 był drugi w klasyfikacji superkombinacji za Alexisem Pinturault z Francji.
Podczas igrzysk olimpijskich w Pekinie w 2022 roku zajął szesnaste miejsce w zjeździe. W tej samej konkurencji był dwunasty na rozgrywanych rok później mistrzostwach świata w Courchevel/Méribel.

## Osiągnięcia

### Igrzyska olimpijskie
| Miejsce | Dzień    | Rok  | Miejscowość | Konkurencja | Czas biegu | Strata | Zwycięzca |
| ------- | -------- | ---- | ----------- | ----------- | ---------- | ------ | --------- |
| 16.     | 7 lutego | 2022 | Pekin       | Zjazd       | 1:42,69    | +1,39  | Beat Feuz |

### Mistrzostwa świata
| Miejsce | Dzień     | Rok  | Miejscowość        | Konkurencja     | Czas biegu | Strata | Zwycięzca          |
| ------- | --------- | ---- | ------------------ | --------------- | ---------- | ------ | ------------------ |
| 21.     | 9 lutego  | 2019 | Åre                | Zjazd           | 1:19,98    | +1,47  | Kjetil Jansrud     |
| 23.     | 11 lutego | 2019 | Åre                | Superkombinacja | 1:47,71    | +2,30  | Alexis Pinturault  |
| DNF     | 14 lutego | 2021 | Cortina d’Ampezzo  | Zjazd           | 1:37,79    | -      | Vincent Kriechmayr |
| 12.     | 12 lutego | 2023 | Courchevel/Méribel | Zjazd           | 1:47,05    | +1,23  | Marco Odermatt     |

### Mistrzostwa świata juniorów
| Miejsce | Dzień     | Rok  | Miejscowość | Konkurencja     | Czas biegu | Strata | Zwycięzca       |
| ------- | --------- | ---- | ----------- | --------------- | ---------- | ------ | --------------- |
| 14.     | 11 marca  | 2015 | Hafjell     | Kombinacja      | 1:58,25    | +2,91  | Loïc Meillard   |
| 26.     | 11 marca  | 2015 | Hafjell     | Supergigant     | 1:15.87    | +1,78  | Miha Hrobat     |
| 3.      | 13 marca  | 2015 | Hafjell     | Zjazd           | 1:29,62    | +0,34  | Henri Battilani |
| 20.     | 27 lutego | 2016 | Soczi       | Zjazd           | 1:11,66    | +1,27  | Erik Arvidsson  |
| 7.      | 29 lutego | 2016 | Soczi       | Supergigant     | 1:09,95    | +0,78  | Matthieu Bailet |
| DNF1    | 1 marca   | 2016 | Soczi       | Superkombinacja | 1:56,16    | -      | Štefan Hadalin  |

### Puchar Świata

#### Miejsca w klasyfikacji generalnej
- sezon 2015/2016: 122.
- sezon 2016/2017: 54.
- sezon 2018/2019: 69.
- sezon 2019/2020: 33.
- sezon 2020/2021: 93.
- sezon 2021/2022: 13.
- sezon 2022/2023: 24.
- sezon 2023/2024: 33.

#### Miejsca na podium w zawodach
1. Wengen – 13 stycznia 2017 (superkombinacja) – 1. miejsce
2. Val Gardena – 18 grudnia 2021 (zjazd) – 3. miejsce
3. Bormio – 28 grudnia 2021 (zjazd) – 3. miejsce
4. Kvitfjell – 4 marca 2022 (zjazd) – 1. miejsce
5. Kvitfjell – 5 marca 2022 (zjazd) – 3. miejsce
6. Kitzbühel – 20 stycznia 2023 (zjazd) – 3. miejsce
7. Kvitfjell – 17 lutego 2024 (zjazd) – 1. miejsce